# Glyphidops peruanus
Glyphidops peruanus är en tvåvingeart som först beskrevs av Günther Enderlein 1922.  Glyphidops peruanus ingår i släktet Glyphidops och familjen Neriidae. Inga underarter finns listade i Catalogue of Life.